# Nointel (Oise)
Nointel [nwɛ̃tɛl] ist eine französische Gemeinde mit 1.156 Einwohnern (Stand: 1. Januar 2022) im Département Oise in der Region Hauts-de-France. Sie gehört zum Arrondissement Clermont und zum Kanton Clermont (bis 2015: Kanton Liancourt). Catenoy gehört zum Gemeindeverband Clermontois. Die Einwohner werden Nointellois genannt.

## Geographie
Nointel liegt etwa 25 Kilometer westsüdwestlich von Compiègne und etwa 57 Kilometer nordnordöstlich von Paris. Umgeben wird Nointel von den Nachbargemeinden Saint-Aubin-sous-Erquery im Norden, Maimbeville im Nordosten, Catenoy im Osten, Bailleval im Süden sowie Breuil-le-Sec im Westen.
Durch die Gemeinde führt die Route nationale 31.

## Bevölkerungsentwicklung
| Jahr                      | 1962 | 1968 | 1975 | 1982 | 1990 | 1999 | 2006 | 2013 |
| Einwohner                 | 686  | 689  | 718  | 885  | 1041 | 1035 | 1004 | 1009 |
| Quelle: Cassini und INSEE |      |      |      |      |      |      |      |      |

## Sehenswürdigkeiten
Siehe auch: Liste der Monuments historiques in Nointel (Oise)
- Römisches Lager
- Kirche Saint-Vaast aus dem 12. Jahrhundert, Monument historique seit 1927 (siehe auch: Taufbecken Nointel (Oise))
- Kapelle Notre-Dame-de-la-Route aus dem 16. Jahrhundert
- Schloss Nointel, Anfang des 20. Jahrhunderts erbaut, heute Spielzeugautomuseum

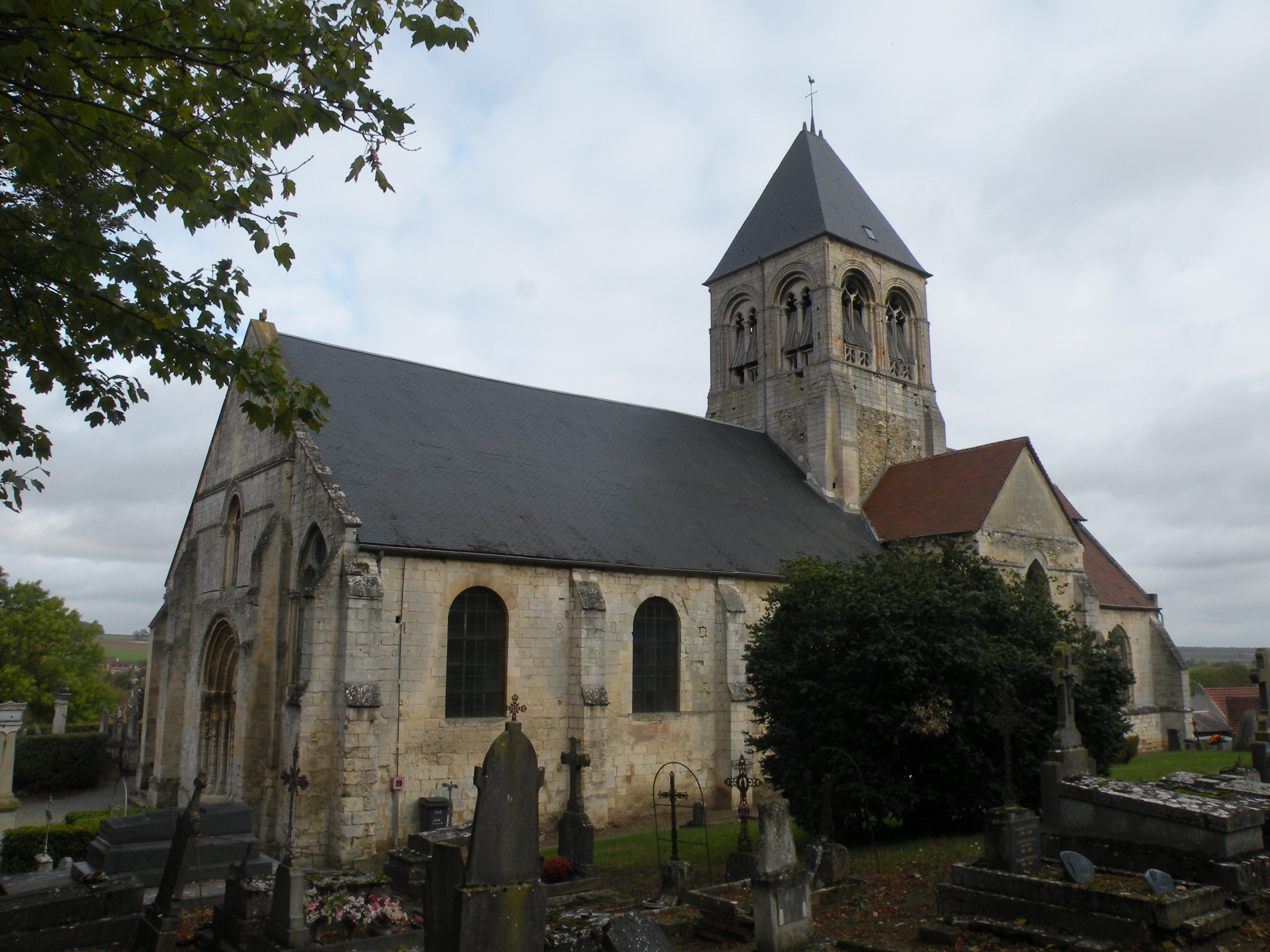
Kirche Saint-Vaast
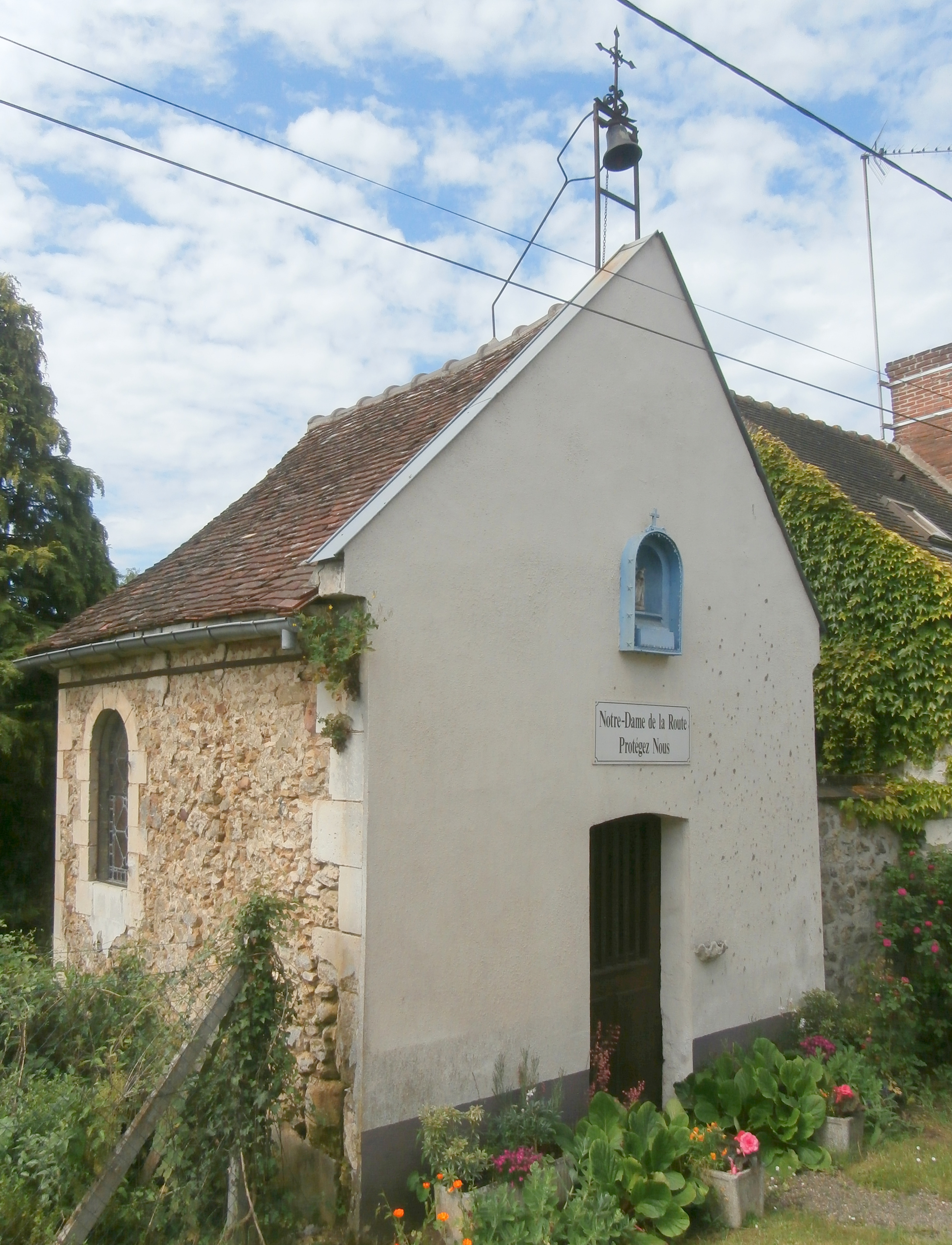
Kapelle Notre-Dame-de-la-Route

## Persönlichkeiten
- Jean-Baptiste Biot (1774–1862), Astronom und Mathematiker, Bürgermeister von Nointel um 1830
- Charles Parzudaki (1806–1889), Ornithologe